# Tatjana Alexejewna Mawrina
Tatjana Alexejewna Mawrina (russisch Татьяна Алексеевна Маврина; * 7. Dezemberjul. / 20. Dezember 1900greg. in Nischni Nowgorod; † 19. August 1996 in Moskau) war eine russisch-sowjetische Künstlerin.
Mawrina studierte in Moskau an den Höheren Künstlerischen und Technischen Werkstätten (Вхутемас, Wchutemas). Danach war sie Mitglied der Arbeitsgemeinschaft »13«. Sie arbeitete als Malerin und Buchillustratorin, bekannt wurden ihre Illustrationen russischer Volksmärchen. Während des Zweiten Weltkriegs schuf sie eine Reihe von Luboks. 1976 erhielt sie den Hans-Christian-Andersen-Preis.